# .fm
.fm (Estados Federados da Micronésia) é o código TLD (ccTLD) na Internet para os Estados Federados da Micronésia. O recente site Ask.fm é registrado nos Estados Federados da Micronésia.